# Юніорський чемпіонат світу з художньої гімнастики 2023
Другий юніорський чемпіонат світу з художньої гімнастики 2023 проходив з 7 по 9 липня у Клуж-Напоці, Румунія.
В турнірі брали участь дівчата 2008-2010 років народження. В особистій першості зареєстровано 135 учасниць, в груповій - 40 команд.

### Медальний залік
| Місце  | Країна      | Золото | Срібло | Бронза | Загалом |
| ------ | ----------- | ------ | ------ | ------ | ------- |
| 1      | Болгарія    | 3      | 3      | 0      | 7       |
| 2      | Ізраїль     | 3      | 2      | 1      | 6       |
| 3      | Польща      | 2      | 0      | 0      | 2       |
| 4      | Румунія     | 0      | 1      | 1      | 2       |
| 5      | Німеччина   | 0      | 1      | 0      | 1       |
| 5      | Україна     | 0      | 1      | 0      | 1       |
| 7      | Азербайджан | 0      | 0      | 3      | 3       |
| 8      | Узбекистан  | 0      | 0      | 2      | 2       |
| 9      | США         | 0      | 0      | 1      | 1       |
| Всього | Всього      | 8      | 8      | 8      | 24      |

### Медалісти
| Дисципліна            | Золото | Срібло | Бронза |
| Команда               | Команда | Команда | Команда |
| --------------------- | --- | --- | --- |
| Командна першість     | Болгарія груповички Єва Емілова Ванеса Емілова Андреа Іванова Кразіміра Іванова Габріела Пеєва Цветейона Пейчева лічниці Ельвіра Краснобаєва Ніколь Тодорова | Ізраїль груповички Шеллі Елгай Елінор Гертц Ксенія Кулик Ювал Шульман Анат Шнайдер Мейтал Мааян Симкін лічниці Альона Таль Франко Регіна Поліщук Ліан Рона Яель Альні Голдблатт | Румунія груповички Аріанна Александру Андра Крайніч Каріна Крайніч Андреа Настаса Александра Патраску Єва Венчу лічниці Амалія Ліка Ліса Гарач |
| Особиста першість     | | | |
| Вправа з обручем      | Альона Таль Франко (ISR) | Амалія Ліка (ROU) | Анастасія Саранцева (UZB) |
| Вправа з м'ячем       | Ельвіра Краснобаєва (BUL) | Лада Пуш (GER) | Регіна Поліщук (ISR) |
| Вправа з булавами     | Ліліана Левінська (POL) | Таїсія Онофрійчук (UKR) | Рін Кіс (USA) |
| Вправа зі стрічкою    | Ліліана Левінська (POL) | Ніколь Тодорова (BUL) | Мішель Нестерова (UZB) |
| Групові вправи        | | | |
| Групова першість      | Болгарія Єва Емілова Ванеса Емілова Андреа Іванова Кразіміра Іванова Габріела Пеєва Цветейона Пейчева                                                        | Ізраїль Шеллі Елгай Елінор Гертц Ксенія Кулик Ювал Шульман Анат Шнайдер Мейтал Мааян Симкін                                                                                     | Азербайджан Мадіна Асланова Ілаха Бахадірова Говхар Ібрагімова Сакінаханім Ізмаїлзада Захра Джафарова Аян Садігова                             |
| Вправа з 5 скакалками | Ізраїль Шеллі Елгай Елінор Гертц Ксенія Кулик Ювал Шульман Анат Шнайдер Мейтал Мааян Симкін                                                                  | Болгарія Єва Емілова Ванеса Емілова Андреа Іванова Кразіміра Іванова Габріела Пеєва Цветейона Пейчева                                                                           | Азербайджан Мадіна Асланова Ілаха Бахадірова Говхар Ібрагімова Сакінаханім Ізмаїлзада Захра Джафарова Аян Садігова                             |
| Вправа з 5 м'ячами    | Ізраїль Шеллі Елгай Елінор Гертц Ксенія Кулик Ювал Шульман Анат Шнайдер Мейтал Мааян Симкін                                                                  | Болгарія Єва Емілова Ванеса Емілова Андреа Іванова Кразіміра Іванова Габріела Пеєва Цветейона Пейчева                                                                           | Азербайджан Мадіна Асланова Ілаха Бахадірова Говхар Ібрагімова Сакінаханім Ізмаїлзада Захра Джафарова Аян Садігова                             |

## Командна першість
Результати командної першості встановлюються за сумою чотирьох оцінок індивідуальних гімнасток в кваліфікації особистої першості та двох оцінок в груповому багатоборстві.
| Місце | Команда                         | Сума    |
| ----- | ------------------------------- | ------- |
| 1     | Болгарія                        | 181,000 |
| 2     | Ізраїль                         | 180,350 |
| 3     | Румунія                         | 179,100 |
| 4     | Україна                         | 173,400 |
| 5     | Італія                          | 170,050 |
| 6     | Узбекистан                      | 169,900 |
| 7     | Азербайджан                     | 167,050 |
| 8     | Німеччина                       | 165,950 |
| 9     | Казахстан                       | 162,950 |
| 10    | Угорщина                        | 162,750 |
| 11    | США                             | 161,200 |
| 12    | Бразилія                        | 159,550 |
| 13    | Туреччина                       | 158,900 |
| 14    | Греція                          | 158,100 |
| 15    | Словенія                        | 156,500 |
| 16    | Єгипет                          | 154,650 |
| 17    | Фінляндія                       | 153,750 |
| 18    | Іспанія                         | 153,400 |
| 19    | Грузія                          | 152,100 |
| 20    | Литва                           | 148,600 |
| 21    | Словаччина                      | 146,450 |
| 22    | Велика Британія                 | 144,150 |
| 23    | Південна Корея                  | 143,600 |
| 24    | Чехія                           | 140,650 |
| 25    | Португалія                      | 140,400 |
| 26    | Киргизстан                      | 140,000 |
| 27    | Мексика                         | 139,800 |
| 28    | Канада                          | 138,250 |
| 29    | Австралія                       | 124,450 |
| 30    | Чилі                            | 121,600 |
| 31    | Південно-Африканська Республіка | 113,150 |
| 32    | Монголія                        | 112,900 |

## Особиста першість

### Вправа з обручем
| Місце | Гімнастка                 | Складність | Артистизм | Виконання | Штраф  | Сума   |
| ----- | ------------------------- | ---------- | --------- | --------- | ------ | ------ |
| 1     | Альона Таль Франко (ISR)  | 15,200     | 8,300     | 8,150     | -0,050 | 31,600 |
| 2     | Амалія Ліка (ROU)         | 14,700     | 8,100     | 8,100     |        | 30,900 |
| 3     | Анастасія Саранцева (UZB) | 14,800     | 7,800     | 8,250     |        | 30,850 |
| 4     | Ельвіра Краснобаєва (BUL) | 14,700     | 8,000     | 7,950     |        | 30,650 |
| 5     | Лада Пуш (GER)            | 14,500     | 7,850     | 8,250     |        | 30,600 |
| 6     | Таїсія Онофрійчук (UKR)   | 14,300     | 7,550     | 8,100     |        | 29,950 |
| 7     | Віра Туголукова (CYP)     | 14,300     | 7,750     | 7,800     |        | 29,850 |
| 6     | Рін Кіс (USA)             | 13,100     | 7,800     | 7,550     |        | 28,450 |

### Вправа з м'ячем
| Місце | Гімнастка                 | Складність | Артистизм | Виконання | Штраф  | Сума   |
| ----- | ------------------------- | ---------- | --------- | --------- | ------ | ------ |
| 1     | Ельвіра Краснобаєва (BUL) | 15,300     | 8,250     | 8,550     |        | 32,100 |
| 2     | Лада Пуш (GER)            | 14,500     | 8,050     | 8,250     |        | 30,800 |
| 3     | Регіна Поліщук (ISR)      | 14,100     | 8,100     | 8,200     | -0,050 | 30,350 |
| 4     | Ліліана Левінська (POL)   | 13,400     | 8,300     | 8,350     | -0,050 | 30,000 |
| 5     | Віра Туголукова (CYP)     | 13,900     | 7,950     | 8,100     |        | 29,950 |
| 6     | Ліса Гарач (ROU)          | 12,900     | 8,150     | 8,100     |        | 29,150 |
| 7     | Наталя Усова (UZB)        | 13,500     | 7,700     | 7,500     |        | 28,700 |
| 8     | Меган Чу (USA)            | 12,700     | 7,800     | 7,950     |        | 28,450 |

### Вправа з булавами
| Місце | Гімнастка               | Складність | Артистизм | Виконання | Штраф  | Сума   |
| ----- | ----------------------- | ---------- | --------- | --------- | ------ | ------ |
| 1     | Ліліана Левінська (POL) | 14,200     | 8,550     | 8,250     | -0,050 | 30,950 |
| 2     | Таїсія Онофрійчук (UKR) | 13,100     | 8,300     | 8,350     |        | 29,750 |
| 3     | Рін Кіс (USA)           | 12,600     | 8,450     | 8,350     |        | 29,400 |
| 4     | Ліан Рона (ISR)         | 12,300     | 8,300     | 8,250     |        | 28,850 |
| 5     | Амалія Ліка (ROU)       | 12,700     | 8,500     | 7,650     |        | 28,850 |
| 6     | Віра Туголукова (CYP)   | 13,000     | 7,950     | 7,650     |        | 28,600 |
| 7     | Лола Джураєва (UZB)     | 12,700     | 7,450     | 7,450     |        | 27,600 |
| 8     | Богларка Баркожі (HUN)  | 11,900     | 7,800     | 7,800     |        | 27,500 |

### Вправа зі стрічкою
| Місце | Гімнастка                  | Складність | Артистизм | Виконання | Штраф | Сума   |
| ----- | -------------------------- | ---------- | --------- | --------- | ----- | ------ |
| 1     | Ліліана Левінська (POL)    | 13,100     | 8,250     | 8,250     |       | 29,600 |
| 2     | Ніколь Тодорова (BUL)      | 13,200     | 8,050     | 8,150     |       | 28,950 |
| 3     | Мішель Нестерова (UZB)     | 13,000     | 8,000     | 7,950     |       | 28,950 |
| 4     | Амалія Ліка (ROU)          | 12,200     | 8,050     | 7,900     |       | 28,150 |
| 5     | Лада Пуш (GER)             | 12,100     | 8,100     | 7,650     |       | 27,850 |
| 6     | Лара Манфреді (ITA)        | 11,200     | 7,850     | 7,900     |       | 26,950 |
| 7     | Яель Альні Голдблатт (ISR) | 11,500     | 7,750     | 7,550     |       | 26,800 |
| 8     | Таїсія Онофрійчук (UKR)    | 10,900     | 8,000     | 7,550     |       | 26,450 |

## Групові вправи

### Групова першість
| Місце | Команда                         | 5 скакалками | 5 м'ячами | Сума   |
| ----- | ------------------------------- | ------------ | --------- | ------ |
| 1     | Болгарія                        | 30,300       | 31,750    | 62,050 |
| 2     | Ізраїль                         | 29,900       | 32,000    | 61,900 |
| 3     | Азербайджан                     | 29,600       | 29,800    | 59,400 |
| 4     | Україна                         | 28,200       | 29,650    | 57,850 |
| 5     | Італія                          | 28,900       | 28,600    | 57,500 |
| 6     | Бразилія                        | 28,400       | 29,050    | 57,450 |
| 7     | Румунія                         | 28,450       | 28,400    | 56,850 |
| 8     | Естонія                         | 27,100       | 28,500    | 55,600 |
| 9     | Казахстан                       | 27,500       | 27,850    | 55,350 |
| 10    | Угорщина                        | 27,700       | 27,450    | 55,150 |
| 11    | Іспанія                         | 28,350       | 25,900    | 54,250 |
| 12    | Японія                          | 25,700       | 28,000    | 53,700 |
| 13    | Туреччина                       | 24,000       | 29,000    | 53,000 |
| 14    | Греція                          | 25,350       | 26,850    | 52,200 |
| 15    | Узбекистан                      | 26,050       | 25,650    | 51,700 |
| 16    | Словенія                        | 24,700       | 26,850    | 51,550 |
| 17    | Єгипет                          | 25,500       | 26,000    | 51,500 |
| 18    | Польща                          | 24,350       | 27,150    | 51,500 |
| 19    | Литва                           | 24,350       | 27,050    | 51,400 |
| 20    | Грузія                          | 25,200       | 25,300    | 50,500 |
| 21    | Фінляндія                       | 23,600       | 25,350    | 48,950 |
| 22    | США                             | 22,300       | 25,500    | 47,800 |
| 23    | Німеччина                       | 24,100       | 23,550    | 47,650 |
| 24    | Південна Корея                  | 21,800       | 24,650    | 46,450 |
| 25    | Андорра                         | 22,000       | 24,100    | 46,100 |
| 26    | Словаччина                      | 20,900       | 24,450    | 45,350 |
| 27    | Португалія                      | 22,200       | 20,950    | 43,150 |
| 28    | Чехія                           | 21,550       | 20,750    | 42,300 |
| 29    | Велика Британія                 | 20,300       | 21,400    | 41,700 |
| 30    | Чилі                            | 21,600       | 19,250    | 40,850 |
| 31    | Канада                          | 19,000       | 21,700    | 40,700 |
| 32    | Киргизстан                      | 20,100       | 20,400    | 40,500 |
| 33    | Мексика                         | 21,350       | 19,100    | 40,450 |
| 34    | Монголія                        | 13,950       | 16,900    | 30,850 |
| 35    | Болівія                         | 10,450       | 18,900    | 29,350 |
| 36    | Австралія                       | 14,500       | 12,350    | 26,850 |
| 37    | Південно-Африканська Республіка | 13,200       | 10,850    | 24,050 |

### Вправа з 5 скакалками
| Місце | Гімнастка   | Складність | Артистизм | Виконання | Штраф  | Сума   |
| ----- | ----------- | ---------- | --------- | --------- | ------ | ------ |
| 1     | Ізраїль     | 15,600     | 7,900     | 7,250     |        | 30,750 |
| 2     | Болгарія    | 15,300     | 7,500     | 7,500     | -0,050 | 30,250 |
| 3     | Азербайджан | 14,400     | 7,500     | 7,100     |        | 29,000 |
| 4     | Україна     | 14,000     | 7,500     | 7,450     |        | 28,950 |
| 5     | Румунія     | 13,700     | 7,750     | 7,250     |        | 28,750 |
| 6     | Бразилія    | 13,600     | 7,850     | 7,150     | -0,300 | 28,300 |
| 7     | Іспанія     | 13,200     | 7,750     | 6,900     | -0,350 | 27,500 |
| 8     | Італія      | 12,400     | 7,250     | 6,500     | -0,600 | 25,550 |

### Вправа з 5 м'ячами
| Місце | Гімнастка   | Складність | Артистизм | Виконання | Штраф  | Сума   |
| ----- | ----------- | ---------- | --------- | --------- | ------ | ------ |
| 1     | Ізраїль     | 15,600     | 8,500     | 8,150     |        | 32,250 |
| 2     | Болгарія    | 14,900     | 8,450     | 7,250     |        | 30,600 |
| 3     | Азербайджан | 14,900     | 7,700     | 7,550     |        | 30,150 |
| 4     | Україна     | 14,300     | 7,750     | 7,850     |        | 29,900 |
| 5     | Туреччина   | 13,900     | 8,050     | 7,250     |        | 29,200 |
| 6     | Італія      | 14,000     | 7,800     | 7,350     |        | 29,150 |
| 7     | Естонія     | 13,400     | 7,650     | 7,500     |        | 28,550 |
| 8     | Бразилія    | 11,700     | 7,400     | 6,700     | -0,300 | 25,500 |

## Результати кваліфікації збірної України
Лічниці —
| Спортсменка       | Обруч              | Обруч      | М'яч               | М'яч        | Булави             | Булави     | Стрічка            | Стрічка    |
| ----------------- | ------------------ | ---------- | ------------------ | ----------- | ------------------ | ---------- | ------------------ | ---------- |
| Спортсменка       | DA E Pen           | Сума       | DA E Pen           | Сума        | DA E Pen           | Сума       | DA E Pen           | Сума       |
| Таїсія Онофрійчук | 15,100 7,400 8,050 | 30,550 (6) |                    |             | 12,800 8,000 7,900 | 28,700 (6) | 12,900 8,050 8,100 | 29,050 (5) |
| Катерина Цема     |                    |            | 12,600 7,100 7,550 | 27,250 (12) |                    |            |                    |            |

Групові вправи
| Спортсменки      | 5 обручами         | 5 обручами | 5 скакалками       | 5 скакалками | Разом      |
| ---------------- | ------------------ | ---------- | ------------------ | ------------ | ---------- |
| Спортсменки      | DA E Pen           | Сума       | DA E Pen           | Сума         | Разом      |
| Наталія Денисова | 13,700 7,350 7,150 | 28,200 (8) | 14,600 7,750 7,300 | 29,650 (4)   | 57,850 (4) |
| Софія Куц        | 13,700 7,350 7,150 | 28,200 (8) | 14,600 7,750 7,300 | 29,650 (4)   | 57,850 (4) |
| Мілана Махортова | 13,700 7,350 7,150 | 28,200 (8) | 14,600 7,750 7,300 | 29,650 (4)   | 57,850 (4) |
| Ума Шамілова     | 13,700 7,350 7,150 | 28,200 (8) | 14,600 7,750 7,300 | 29,650 (4)   | 57,850 (4) |
| Кіра Ширикіна    | 13,700 7,350 7,150 | 28,200 (8) | 14,600 7,750 7,300 | 29,650 (4)   | 57,850 (4) |
| Надія Юріна      | 13,700 7,350 7,150 | 28,200 (8) | 14,600 7,750 7,300 | 29,650 (4)   | 57,850 (4) |